# Godfried Schalcken
Godfried Schalcken   (Dordrecht, 1643 - la Haia, 16 de novembre de 1706) fou un pintor neerlandès, conegut pel freqüent ús en la seva pintura de la il·luminació artificial, interessat en la captació dels efectes de llum sobre la matèria.

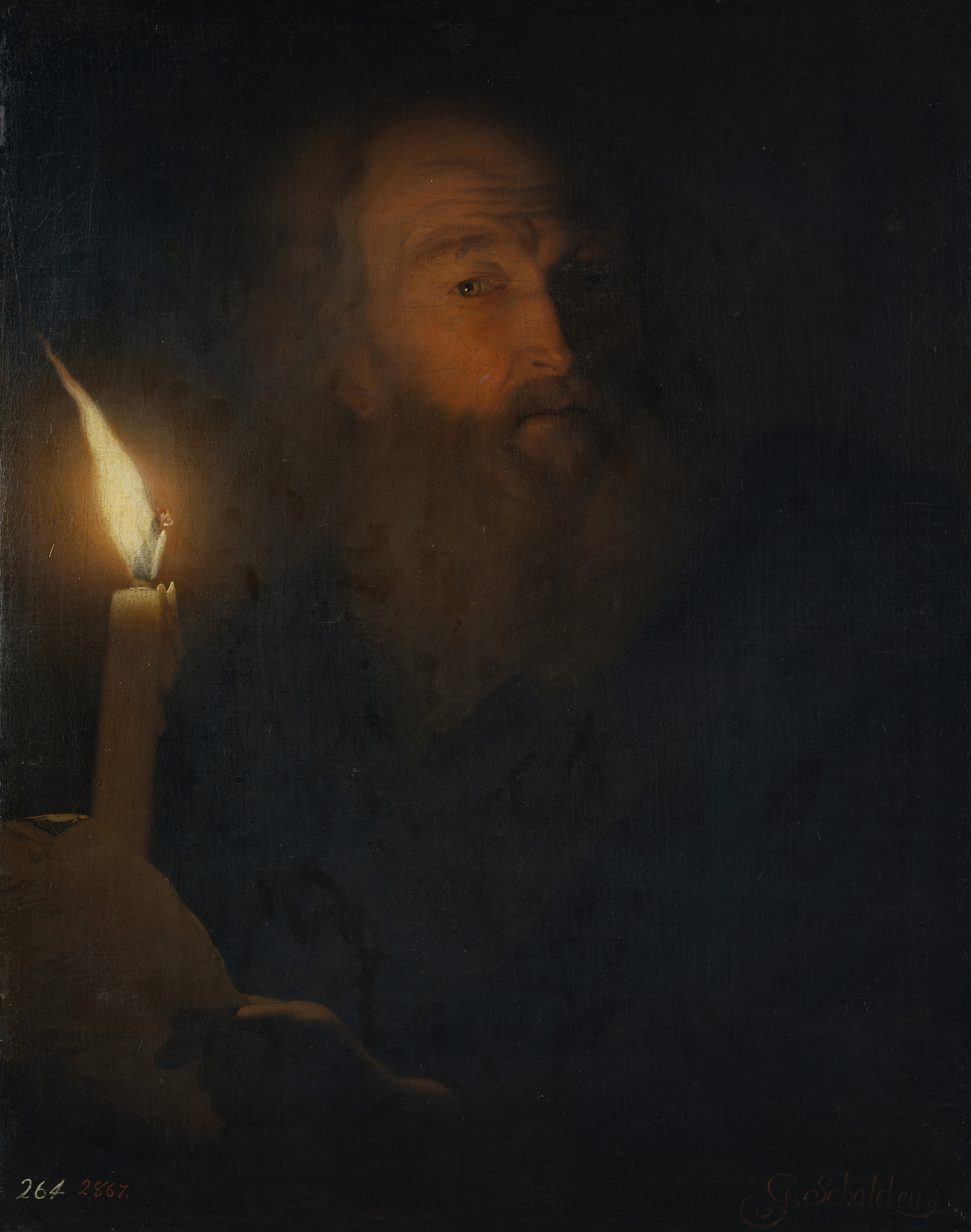
Ancià llegint a la llum d'una vela, oli sobre llenç, 58 x 47 cm, Madrid, Museu del Prado.

Format inicialment a Dordrecht amb Samuel van Hoogstraten, amb qui va romandre entre 1656 i 1662, va completar el seu aprenentatge a Leiden on, en contacte amb Gerrit Dou, es va iniciar en la pintura de gènere amb escenes compostes per una sola figura o un nombre reduït d'elles, il·luminades a la llum d'una espelma o d'un llum d'oli. De tornada a Dordrecht, on se li documenta el 1675, va rebre nombrosos encàrrecs de retrats i va arribar a ser el més important pintor de la ciutat. El 1691 es va inscriure en el gremi de pintors de la Haia. De 1692 a 1697 va residir a Londres, on va retratar al rei Guillem III, príncep d'Orange amb una espelma a la mà. El retrat, ara conservat en el Rijksmuseum d'Amsterdam, mostra un d'aquests jocs de llum característics del pintor amb probable significat emblemàtic] doncs, conforme al tòpic llatí dum luceam peream, el monarca com l'espelma serveix conforme es consumeix i el mateix que li fa brillar li fa perir. Notables semblances tant en la flama que consumeix l'espelma com en el seu reflex en la pupil·la del retratat es poden advertir d'altra banda amb l'Ancià llegint a la llum d'una espelma del Museu del Prado, de pinzellada més lleugera.
Al no aconseguir a Londres l'èxit esperat va retornar a la Haia, de la qual ja solament es va absentar temporalment el 1703, per viatjar a Düsseldorf al servei del príncep elector del Palatinat Joan Guillem II.